# 诺伊恩多夫 (索洛图恩州)
諾伊恩多夫（德語：Neuendorf）是瑞士索洛圖恩州的一个市镇，位於該國北部，面積7.16平方公里，海拔高度437米，截至2018年12月31日总人口为2,236人。

## 外部連結
- Official website （德文）